# Jelena Daniłowa
Jelena Daniłowa (ur. 17 czerwca 1987 w Woroneżu) – rosyjska piłkarka grająca w ataku.
Zaczęła karierę gdy miała 11 lat. Zawodniczka Eniergiji Woroneż i reprezentacji Rosji. Zdobyła złoty medal na mistrzostwach Europy do lat 19 w 2005, została najlepszą zawodniczką i królową strzelców tego turnieju.